# 트리스 (음악 그룹)
트리스는 대한민국의 밴드이다. 2016년 싱글 앨범 [Ice Cream]으로 데뷔했다.

## 방송
- 아시안탑밴드 (2021) - 한국 대표 선발전 5위
- 락쿵 (2022) - Top19